# Estnische Badmintonmeisterschaft 2014
Die Estnische Badmintonmeisterschaft 2014 fand vom 31. Januar bis zum 2. Februar 2014 in Tallinn statt. Es war die 49. Austragung der Titelkämpfe.

## Medaillengewinner
| Disziplin    | Gold                        | Silber                         | Bronze                           |
| ------------ | --------------------------- | ------------------------------ | -------------------------------- |
| Herreneinzel | Raul Must                   | Heiko Zoober                   | Rainer Kaljumäe                  |
| Dameneinzel  | Kati Tolmoff                | Karoliine Hõim                 | Kristin Kuuba                    |
| Herrendoppel | Karl Kivinurm Vahur Lukin   | Kristjan Kaljurand Raul Käsner | Andres Aru Robert Kasela         |
| Damendoppel  | Kristin Kuuba Helina Rüütel | Karoliine Hõim Laura Vana      | Ulla Jürimäe Eve Laansoo         |
| Mixed        | Raul Must Kati Tolmoff      | Mihkel Laanes Kristin Kuuba    | Kristjan Kaljurand Laura Tomband |